# 佐藤敦 (サッカー選手)
佐藤 敦（さとう つとむ、1968年11月5日 - ）は、日本の元サッカー選手。現役時代のポジションはフォワード。

## 来歴
埼玉県立大宮東高等学校では2年時と3年時に高校選手権に出場。1学年上に田北雄気がいる。
法政大学を経て1991年2月、日本サッカーリーグ1部の三菱自動車工業サッカー部に加入。同年4月14日に行われたJSL1部第19節、ヤンマーディーゼル戦でデビューをした。翌シーズンはリーグ戦出場の機会はなく、JSL1部の通算成績はこの1試合のみとなった。
1992年、浦和レッドダイヤモンズへ移行後もチームに在籍したがトップチームでの出場機会はなく、サテライトリーグで7試合に出場した。1993年1月、ジャパンフットボールリーグの西濃運輸へ移籍。その後は江東クラブでプレーをした。

## 個人成績
| 国内大会個人成績 | 国内大会個人成績 | 国内大会個人成績 | 国内大会個人成績 | 国内大会個人成績 | 国内大会個人成績 | 国内大会個人成績 | 国内大会個人成績 | 国内大会個人成績 | 国内大会個人成績 | 国内大会個人成績 | 国内大会個人成績 |
| 年度             | クラブ           | 背番号           | リーグ           | リーグ戦         | リーグ戦         | リーグ杯         | リーグ杯         | オープン杯       | オープン杯       | 期間通算         | 期間通算         |
| 年度             | クラブ           | 背番号           | リーグ           | 出場             | 得点             | 出場             | 得点             | 出場             | 得点             | 出場             | 得点             |
| 日本             | 日本             | 日本             | 日本             | リーグ戦         | リーグ戦         | リーグ杯         | リーグ杯         | 天皇杯           | 天皇杯           | 期間通算         | 期間通算         |
| ---------------- | ---------------- | ---------------- | ---------------- | ---------------- | ---------------- | ---------------- | ---------------- | ---------------- | ---------------- | ---------------- | ---------------- |
| 1991-92          | 三菱             | 30               | JSL1部           | 1                | 0                |                  |                  |                  |                  |                  |                  |
| 1992             | 浦和             | -                | J                | -                | -                | 0                | 0                | 0                | 0                | 0                | 0                |
| 通算             | 日本             | 日本             | J                | 0                | 0                | 0                | 0                | 0                | 0                | 0                | 0                |
| 通算             | 日本             | 日本             | JSL1部           | 1                | 0                |                  |                  |                  |                  |                  |                  |
| 総通算           | 総通算           | 総通算           | 総通算           | 1                | 0                |                  |                  |                  |                  |                  |                  |